# 황현희
황현희(1980년 10월 18일 ~ )는 대한민국의 희극인이다.

## 주요 이력
서울특별시 은평구 구산동 출신으로 1999년 연극배우 첫 데뷔한 그는 2004년 KBS 개그맨 19기 공채로 정식 데뷔하였으며 KBS TV 프로그램 《개그콘서트》 - 《코빅》 - 《웃찾사》가 있다.
2021년 10월에는 자신이 공부하며 경험한 바와 투자철학과 방법 등을 담은 재테크 경제서 《비겁한 돈》(한빛비즈, 공저자 제갈현열)을 출간하였다.

## 학력
- 예일초등학교 (졸업)
- 충암중학교 (졸업)
- 충암고등학교 (졸업)
- 가톨릭관동대학교 법과대학 법학과 (졸업)
- 연세대학교 대학원 경제학과 (졸업)

## 경력
- 1999년 연극배우 첫 데뷔
- 2004년에 한국방송공사 19기 공채 개그맨으로 정식 데뷔하였다.[1]

## 특징
황현희의 특징은, 말로하는 개그를 한다는 점이다. 황현희가 2012년 가을엔 막말자라는 코너를 만들면서, 여성들에게 도움이 될 만한 (남성들에게는 적인) 정보를 알려주는 코너로 흥미를 유발하곤 했었다.
대표적인 코너는 범죄의 재구성, 황현희PD의 소비자 고발, 불편한 진실, 남성인권보장위원회, 많이컸네 황회장 등이 있다. 개콘의 핵심 멤버였다.

## 연기 활동

### 영화
- 《로맨틱 아일랜드》(2008년) - 작곡가 역.
- 《걸프렌즈》(2009년) - 재훈 역.
- 《설마, 그럴리가 없어》(2012년)

## 방송

### 지상파 프로그램
- 《개그콘서트》(KBS2)
  - 〈굿모닝 한글〉진행자 역
  - 〈사랑합니다 형님〉2기 큰 형님 역
  - 〈사이코〉범죄자 역
  - 〈사선에서〉
  - 〈국가대표〉
  - 〈집중토론〉
  - 〈발명왕〉
  - 〈10초 극장〉
  - 〈수출용개그〉
  - 〈액션리얼리티〉
  - 〈나비효과〉
  - 〈비굴한 거리〉
  - 〈직업정신〉
  - 〈사랑합니다 고객님〉
  - 〈남성 인권 보장 위원회〉진행자 역
  - 〈황현희 PD의 소비자 고발〉진행자 역
  - 〈많이 컸네 황회장〉황회장 역
  - 〈황대장〉
  - 〈마이더스 황〉
  - 〈춤추는 대수사선〉범인 역
  - 〈A-Yo〉
  - 〈범죄의 재구성〉
  - 〈십초극장〉
  - 〈예술의 전당〉
  - 〈병원 25시〉
  - 〈사랑의 병원〉의사 역
  - 〈불편한 진실〉진행자 역
  - 〈OTL〉
  - 〈위대한 유산〉황현희 선생 역
  - 〈멘붕스쿨〉1기 선생님 역
  - 〈막말자〉
  - 〈돌직구 청문회〉
  - 〈리얼토크쇼〉진행자 역
  - 〈KBS 스페셜 그것이 알고싶은 추적 60분 수첩〉황박사 역
  - 〈남자뉴스〉
- 《폭소클럽》(KBS2)
  - 〈록기 & 루키 개그퍼레이드〉: 맨인블랙
- 《스펀지》(KBS2)
- 《쇼! 행운열차》(KBS2)
  - 〈제17대 어전회의〉: 사관 역
- 《가족오락관》(KBS1)
- 《신동엽, 신봉선의 샴페인》(KBS2)
- 《위기탈출 넘버원》(KBS2)
- 《상상더하기》(KBS2)
- 《1 대 100》(KBS2)
- 《지금은 꽃미남 시대》(KBS2)
- 《코미디쇼 희희낙락》(KBS2)
- 《추노》 (KBS2) : 사당패 보러 주막에 온 실눈 역.
- 《소비자고발》(KBS2)
- 《신동엽의 300》(SBS)
- 《1박 2일》(KBS2)
- 《출발드림팀 시즌 2》(KBS2)
- 《남자의 자격》(KBS2)
- 《요리의 기쁨》(MBC)
- 《MBC 프라임》 - 〈숭례문 화재 후 2년〉(MBC) : 해설자
- 《2009 좋은 친구들》(SBS)
- 《스타 애정촌 시즌 2》(SBS)
- 《시크릿》(KBS2)
- 《태극기 휘날리며》(KBS2)
- 《그는 당신에게 반하지 않았다》(KBS2)
- 《강심장》(SBS)
- 《세대공감 1억 퀴즈쇼》(SBS)
- 《세바퀴》(MBC)
- 《김승우의 승승장구》(KBS2)
- 《MBC 스페셜》 581회 : 불펌한 청춘, 대학 5학년 - 내레이션
- 《2TV 저녁 생생정보 1부》(KBS2) : 연예시대 패널 (월~화요일)
- 《퀴즈쇼 사총사》(KBS2)
- 《비타민》(KBS2)
- 《정글의 법칙》(SBS)
- 《스포츠 이야기 운동화 2.0》(KBS1)
- 《우리말 겨루기》(KBS1)
- 《웃찾사》(SBS)
  - 〈덕후월드〉
  - 〈동상이견〉
  - 〈살점〉
  - 〈아가씨를 지켜라〉 미스터 황 역
  - 〈황현희의 행복〉
- 《특집 체험! 문화유산원정대》(KBS1)

### 케이블 프로그램
- 《젊은토론 설전》(XTM)
- 《이색 뉴스 쇼 Smash!》(tvN)
- 《천만원의 꿈!》(MBC Every 1)
- 《기상천외! 묻지마 선수단》(MBC Every 1)
- 《연예매거진 - Vip》(MBN)
- 《개그 서바이벌 UFG》(코미디TV)
- 《현장 토크쇼 택시》(tvN)
- 《앙녀쟁투》(XTM) : 이기섭 역.
- 《무한걸스》(MBC Every 1)
- 《아이돌 군단의 떴다! 그녀 시즌3》(MBC Every 1)
- 《21세기 아이돌 군단》(MBC Every 1)
- 《더 체어 코리아 시즌 2》(KBS Joy)
- 《데스캠프 24시》(MBC Every 1)
- 《거성쇼》(SBS E!TV)
- 《슈퍼 앱 코리아》(온게임넷)
- 《익스트림 7》(MBC Every 1)
- 《베이스볼 워너B》(XTM)
- 《코미디빅리그》(tvN)
  - 〈내 마음이 들리냐?〉
  - 〈행동학 개론〉
- 《이제 만나러 갑니다》(채널A)
- 《미생물》(tvN) - 오상식 과장 역
- 《너의 목소리가 보여》(Mnet)
- 《돌직구 랭킹쇼 폭풍전야》(KBS N 스포츠)
- 《TV조선 강적들》(TV조선)
- 《헬로 차이나》(TV조선)
- 《너의 등짝에 스매싱》(TV조선)

### 라디오
- 《황현희의 한밤나라》(경기방송)

### 광고
- 2009년 한국가스안전공사 가스안전캠페인
- 2009년 삼성전자 삼성카메라 VLUU
- 2009년 (주)대상 청정원 순창 우리쌀로 만든 찰고추장
- 2009년 지오인터랙티브 황현희고발맞고
- 2009년 삼성전자 T옴니아2
- 2010년 HP잉크밸류
- 2010년 롯데스페셜카드
- 2012년 초록마을
- 2012년 LG U+ LTE의 불편한진실
- 2012년 엔도어즈 영웅시대30
- 2012년 웅진코웨이 매트리스 렌탈서비스
- 2012년 LG U+ VoLTE도 U+Style
- 2013년 국민생활체육회 생활체육 캠페인
- 2017년 채널A 금융정보보호 캠페인

### 도서
- 2021년 <비겁한 돈>(한빛비즈) 출간

## 홍보대사
- 2007년 서울특별시유도회 홍보대사
- 2007년 시사IN 홍보대사
- 2009년 구로세무서 일일명예민원봉사실장
- 2012년 산림청 산불예방캠페인 홍보대사
- 2013년 하이원리조트 홍보대사

## 수상
- 2008년 KBS 연예대상 코미디 부문 남자 우수상
- 2010년 1월 5일 136회 1대100 우승

## 유행어
- "왜 이래, 아마추어 같이", "누가 그랬을까?" : <많이 컸네~ 황회장>
- "조사하면 다 나와", "구속시켜", "걸려들었어", "재연해봐", "계속 나와!~", "그럼 처음부터 그렇게 얘길하던가!~" : <범죄의 재구성>
- "왜 이러는 걸까요?", "불편한 진실은 여기서 끝나지 않습니다" : <불편한 진실>